# The Writing's on the Wall
The Writing's On The Wall е вторият студиен албум на американската група Дестинис Чайлд, издаден на 14 юли 1999 година от Columbia Records. Албумът застава на 5 място в класацията Билборд за албуми. Албумът е с общи продажби от 8 милиона копия в САЩ и 16 милиона копия в останалата част на света.

## Списък с песните

### Оригинален траклист
1. „Intro (The Writing's on the Wall)“ – 2:05
2. „So Good“ – 3:13
3. „Bills, Bills, Bills“ – 4:16
4. „Confessions“ (с Миси Елиът) – 4:57
5. „Bug a Boo“ – 3:32
6. „Temptation“ – 4:05
7. „Now That She's Gone“ – 5:35
8. „Where'd You Go“ – 4:15
9. „Hey Ladies“ – 4:16
10. „If You Leave“ (с Next) – 4:35
11. „Jumpin, Jumpin“ – 3:50
12. „Say My Name“ – 4:31
13. „She Can't Love You“ – 4:04
14. „Stay“ – 4:51
15. „Sweet Sixteen“ – 4:12
16. „Outro (Amazing Grace...)“ – 2:38

### Американско засилено издание
1. „No, No, No Part 1“ (видеоклип) – 4:31

### Интернационално издание
1. „Get on the Bus“ (с Тимбъленд) – 4:44

### Японско издание
1. „Get on the Bus“ (с Тимбъленд) – 4:44
2. „Bills, Bills, Bills“ (Digital Black-N-Groove Club Mix) – 7:16

### Европейско лимитирано издание (бонус диск)
1. „Bills, Bills, Bills“ (Remix с Sporty Thievz) – 4:00
2. „No, No, No Part 2“ (с Уиклиф Джийн) – 3:33
3. „Say My Name“ (Тимбъленд remix) – 7:33
4. „No, No, No Part II“ (с Уиклиф Джийн) (видеоклип)
5. „Get on the Bus“ (видеоклип)

### Европейско преиздание (бонус диск)
1. „Independent Women Part I“ (Pasadena Remix) – 3:42
2. „Independent Women Part II“ – 3:46
3. „8 Days of Christmas“ – 3:31
4. „No, No, No Part 2“ (с Уиклиф Джийн) – 3:28

## Сертификат
| Държава        | Сертификат  | Продажби  |
| -------------- | ----------- | --------- |
| Австралия      | 3× Платинен | 210 000   |
| Белгия         | Платинен    | 50 000    |
| Канада         | 5× Платинен | 500 000   |
| Дания          | Златен      | 25 000    |
| Франция        | 2× Златен   | 200 000   |
| Германия       | Златен      | 250 000   |
| Нидерландия    | 2× Платинен | 200 000   |
| Нова Зеландия  | 3× Платинен | 45 000    |
| Норвегия       | Златен      | 25 000    |
| Швеция         | Златен      | 40 000    |
| Швейцария      | Златен      | 25 000    |
| Великобритания | 3× Платинен | 900 000   |
| САЩ            | 8× Платинен | 8 000 000 |
| Европа         | 2× Платинен | 2 000 000 |